# Charity Tillemann-Dick
Charity Sunshine Tillemann-Dick (Denver, 22 de julio de 1983-Baltimore, 23 de abril de 2019) fue una soprano estadounidense. Se le diagnosticó hipertensión pulmonar en 2004, lo que la obligó a someterse a dos trasplantes pulmonares de emergencia necesarios para salvar su vida. A pesar de su enfermedad, siguió una carrera de renombre.

## Carrera e inicios
Trabajó en diversos lugares en los Estados Unidos, Europa y Asia. Se presentó ante numerosos presidentes, primeros ministros, parlamentarios y dignatarios del mundo.

## Vida personal
Tillemann-Dick nació en Denver, Colorado. Recibió una licenciatura con altos honores de la Universidad Regis y estudió música en el Instituto Peabody de la Universidad Johns Hopkins y en la Academia de música Franz Liszt en Budapest, donde también fue becaria Fulbright.
Tillemann-Dick era la nieta materna de Annette Tillemann y el congresista Tom Lantos, expresidente del Comité de Asuntos Exteriores de la Cámara de los Estados Unidos y el único sobreviviente del Holocausto elegido para el Congreso de los Estados Unidos. Su abuela paterna, Nancy E. Dick, fue la primera teniente gobernadora de Colorado. El 10 de abril de 2008, el padre de Tillemann-Dick, Timber Dick, un exitoso inventor y hombre de negocios de Denver, murió a causa de las lesiones recibidas en un accidente automovilístico.

### Religión
Tillemann-Dick fue miembro de La Iglesia de Jesucristo de los Santos de los Últimos Días.

## Salud y complicaciones
Después de recibir un diagnóstico de hipertensión pulmonar idiopática en 2004, Tillemann-Dick sirvió como portavoz nacional de la Asociación de hipertensión pulmonar. En diciembre de 2005 testificó sobre la hipertensión pulmonar ante el Comité de energía y comercio del Congreso de los Estados Unidos.
En septiembre de 2009, Tillemann-Dick se sometió a un trasplante de doble pulmón en la Clínica Cleveland. Tan solo ocho meses después se presentó ante los médicos, enfermeras y personal de apoyo en la clínica.
Tillemann-Dick se convirtió entonces en defensora de la donación de órganos y los trasplante en los Estados Unidos. Después de las complicaciones del rechazo, recibió un segundo trasplante de pulmón doble en enero de 2012. En agosto de 2018, anunció que se le había diagnosticado con cáncer.